# Dave McClain

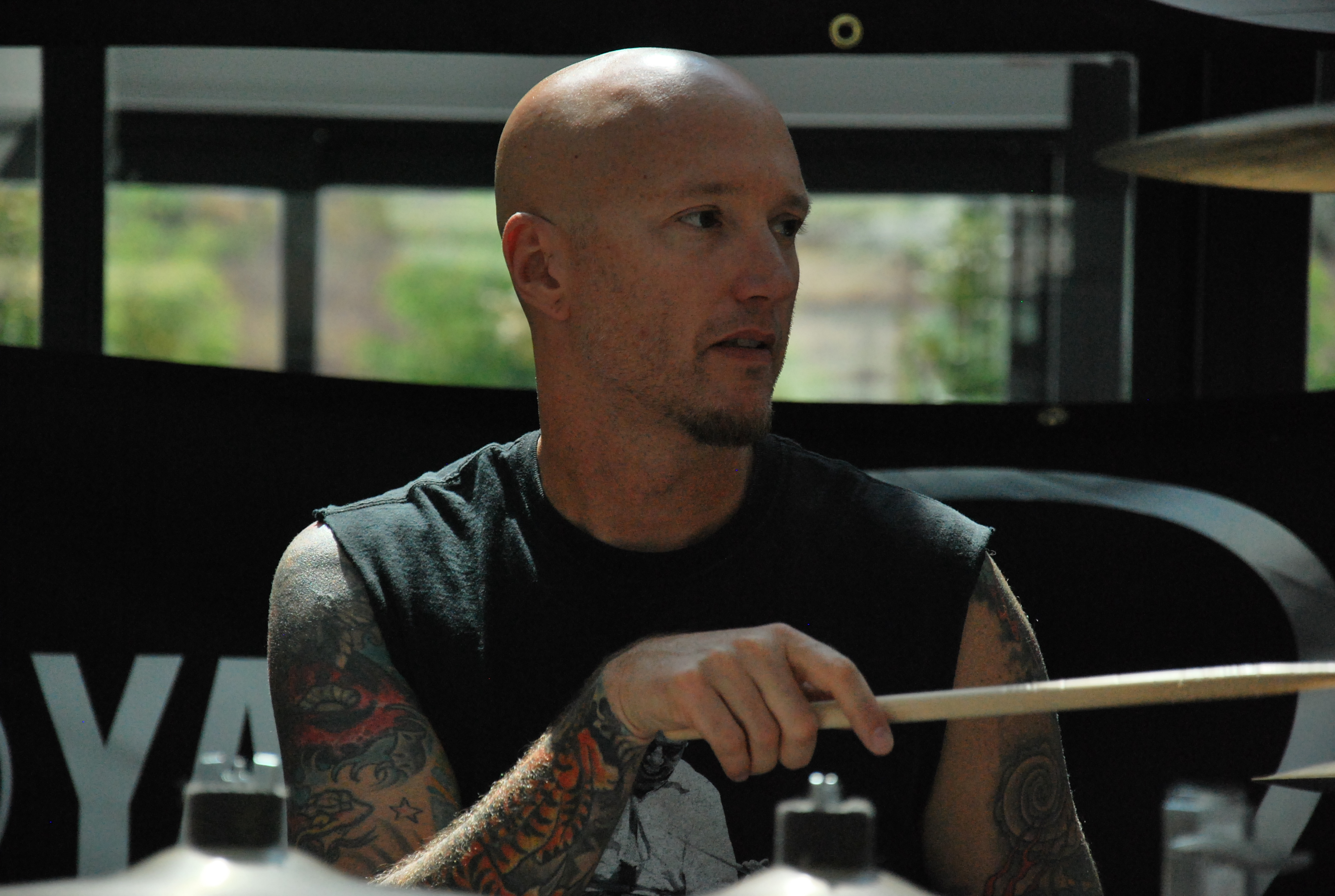
Dave McClain live 2010

Dave McClain (* 24. Oktober 1965 in Frankfurt am Main) ist ein US-amerikanischer Schlagzeuger. 

## Werdegang

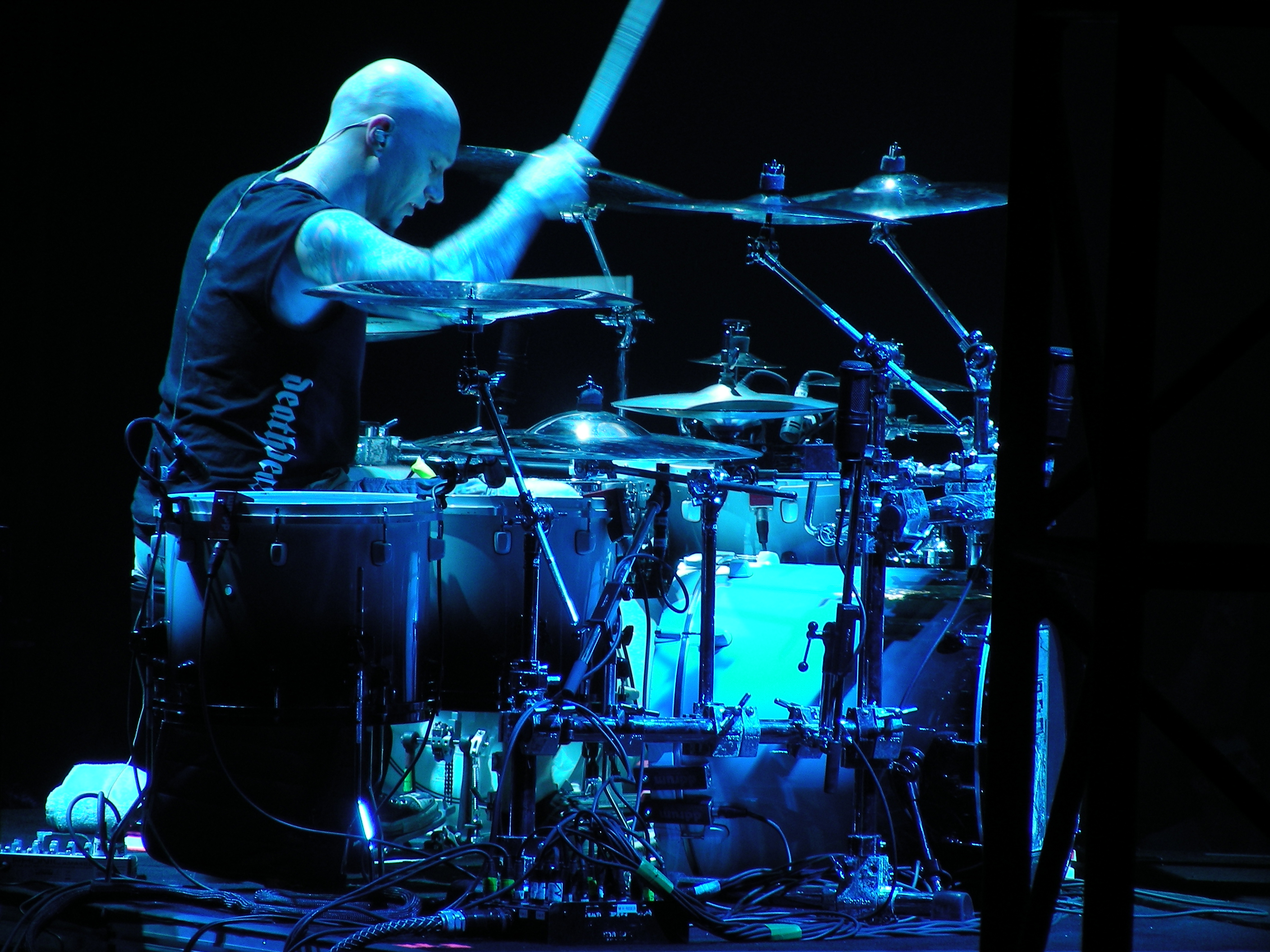
Dave McClain 2009

McClain wurde in der hessischen Metropole Frankfurt am Main geboren und lebte in seinen ersten zwei Lebensjahren in Wiesbaden. Sein Vater war als Mitglied der United States Air Force dort stationiert. McClain siedelte mit seiner Familie nach Texas über und verbrachte einige Zeit auf Hawaii. Zurück in Texas schloss er sich der Band Slayer aus San Antonio an. Da die bekanntere, aus Huntington Park stammende Band Slayer mit einer Klage drohte benannte sich McClains Band in S.A. Slayer um. Mit S.A. Slayer nahm McClain ein Demo, eine EP und das Album Go for the Throat auf. Danach wechselte McClain zur Band Catalepsy, die es jedoch nur auf drei Demos brachte. In den folgenden Jahren spielte McClain noch in den Bands Murdercar, Juggernaut, Ministers of Anger und Narita. Während seiner Zeit bei Catalepsy und Murdercar spielte McClain mit dem Gitarristen Ross Robinson zusammen, der später eine erfolgreiche Produzentenkarriere einschlug.
1992 schloss er sich der Band Sacred Reich an, wo er die Nachfolge von Greg Hall antrat. Mit Sacred Reich nahm er die Alben Independent und Heal auf. Nach den Aufnahmen zum Heal-Album verließ er Sacred Reich und wechselte auf Empfehlung vom damaligen Sepultura-Schlagzeuger Igor Cavalera zu Machine Head, wo er Chris Kontos ersetzte. Sein Einstand dort kam mit Verzögerung, da er während der Aufnahmen zum Album The More Things Change… in einen Autounfall verwickelt war und wochenlang pausieren musste. Auf dem Album The Blackening aus dem Jahre 2007 beteiligte sich McClain erstmals am Songwriting der Band. Mit dem Ende der Catharsis-Tournee im November 2018 verließ McClain gemeinsam mit dem Gitarristen Phil Demmel Machine Head, und kehrte daraufhin zu Sacred Reich zurück.

## Diskographie
| Mit S.A. Slayer - Demo (Demo, 1983) - Prepare to Die (EP, 1983) - Go for the Throat (1986) Mit Catalepsy - Demo 86 (Demo, 1986) - Evil Within (Demo, 1987) - Law and Disorder (Demo, 1988) | Mit Murdercar - 3-Song Demo (Demo, 1989) Mit Narita - Demo (Demo, 1985) Mit Sacred Reich - Independent (1993) - Heal (1996) - Awakening (2019) | Mit Machine Head - The More Things Change… (1997) - The Burning Red (1999) - Supercharger (2001) - Through the Ashes of Empires (2003) - The Blackening (2007) - Unto the Locust (2011) - Bloodstone & Diamonds (2014) - Catharsis (2018) |